# Miles Cove
Miles Cove is een gemeente (town) in de Canadese provincie Newfoundland en Labrador.

## Geschiedenis
In 1970 werd het dorp een gemeente met de status van local government community (LGC). In 1980 werden LGC's op basis van The Municipalities Act als bestuursvorm afgeschaft. De gemeente werd daarop automatisch een community om een aantal jaren later uiteindelijk een town te worden.

## Geografie
De gemeente ligt in het oosten van Sunday Cove Island. Dat is een klein eiland in Notre Dame Bay op zo'n 400 m ten noorden van Newfoundland. Miles Cove grenst in het westen aan de gemeente Port Anson.

## Demografie
Demografisch gezien is Miles Cove, net zoals de meeste kleine dorpen in de provincie, aan het krimpen. Tussen 1991 en 2021 daalde de bevolkingsomvang van 223 naar 97. Dat komt neer op een daling van 126 inwoners (-56,5%) in dertig jaar tijd.
| Jaar | Aantal inwoners | Verschil |
| ---- | --------------- | -------- |
| 1991 | 223             | –        |
| 1996 | 204             | -8,5%    |
| 2001 | 176             | -13,7%   |
| 2006 | 140             | -20,5%   |
| 2011 | 137             | -2,1%    |
| 2016 | 104             | -24,1%   |
| 2021 | 97              | -6,7%    |